# Uniwersytet w Pretorii
Uniwersytet w Pretorii, UP (ang. University of Pretoria) – uniwersytet działający w administracyjnej stolicy Republiki Południowej Afryki (Pretoria). Został powołany w 1930 roku przez przekształcenie Transvaal University College (TUC), szkoły utworzonej w 1908 roku. UP zajmuje drugie miejsce na rankingowych listach uniwersytetów Afryki. Kształci ponad 50 tys. studentów z około 60. krajów. 

## Historia

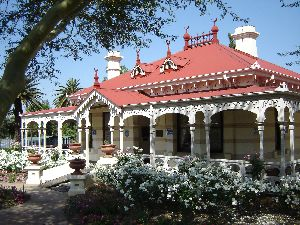
Kya rosa (rekonstrukcja)

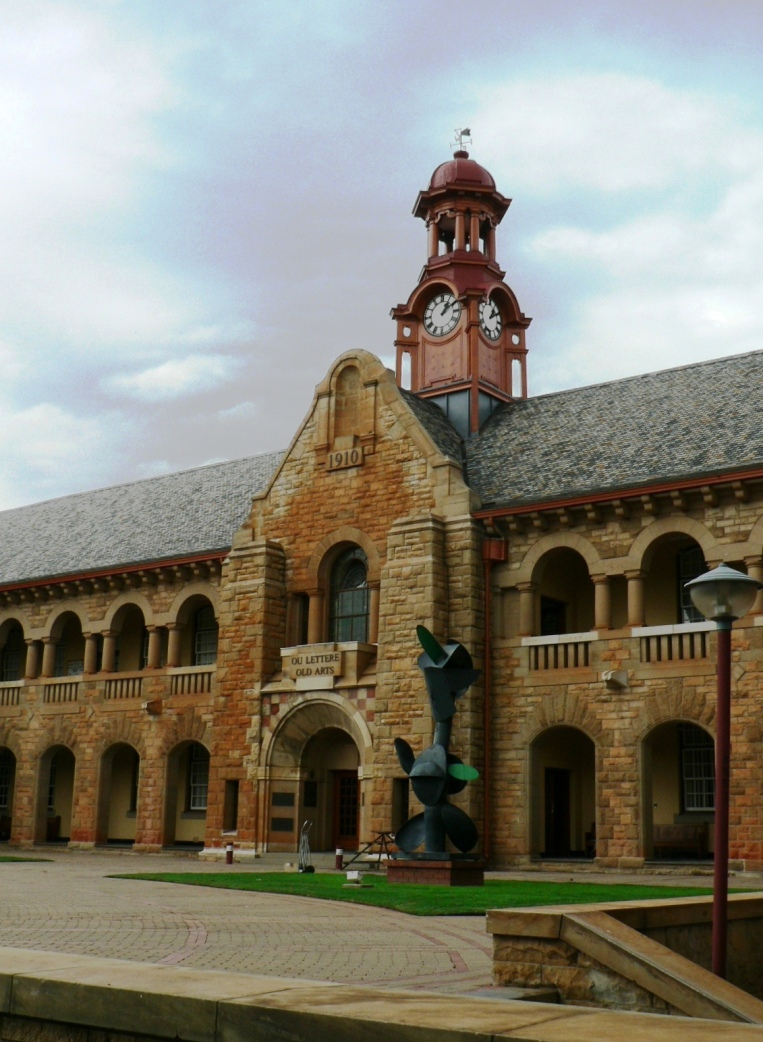

W 1908 roku do Pretorii przeniesiono z Johannesburga część wydziałów angielskiej szkoły, Transvaal University College (TUC), kolokwialnie nazywanej „Tuks” lub „Tukkies”. Szkoła w Pretorii mieściła się w wiktoriańskiej willi „Kya Rosa” (Dom Róży), wybudowanej w centrum Pretorii przez Leo Weinthala, właściciela wydawnictwa The Press (później: Pretoria News), dla żony – Róży.  TUC początkowo kształcił 32. studentów. Zatrudniał 4. profesorów i 3. wykładowców. Prowadzono tu kursy językowe (w tym język angielski, niderlandzki, hebrajski, łacina) oraz kursy literatury, filozofii i nauk przyrodniczych. 
Po dwóch latach filia w Pretorii uzyskała autonomię, z zachowaniem nazwy Transvaal University College. Stopniowo zwiększano liczbę prowadzonych kursów. W 1817 roku utworzono wydział rolnictwa, a w kolejnych latach wydziały: teologii (1918), nauk weterynaryjnych (1919) i muzyki (1923). 
W 1930 roku Parlament, pod przewodnictwem Jana Smutsa, podjął uchwałę o utworzeniu University of Pretoria (UP) z wydziałami edukacji, medycyny, stomatologii i inżynierii. W Uniwersytecie studiowało wówczas ponad 900. studentów, co stawiało UP na trzecim miejscu w kraju. Wysoką pozycję uczelnia utrzymała przez kolejne lata XX w. i później. W pierwszym dziesięcioleciu XXI w. liczba studentów – białych i ciemnoskórych – przekroczyła 50 tys. (w tym ponad 2 tys. obcokrajowców z ok. 60 krajów). Kursy są prowadzone w języku angielskim i w języku afrikaans.

## Kierunki studiów – liczba pracowników i studentów

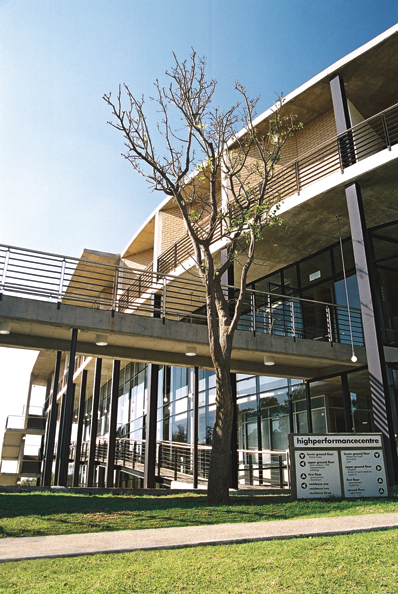
Centrum Sprawności (proj. Don Albert)

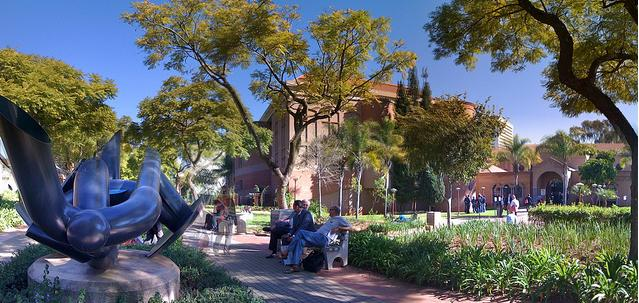
Wydział ekonomii i zarządzania

| Główne kierunki studiów          | Liczba pracowników |
| Nauka, inżynieria, technologia   | 737                |
| Biznes, zarządzanie i prawo      | 295                |
| Nauki humanistyczne i socjologia | 245                |
| Nauki o zdrowiu                  | 717                |
| Nauki weterynaryjne / Edukacja   | 255                |
| Innowacje akademickie i inne     | 12                 |
| Razem                            | 2261               |

| Główne kierunki kształcenia      | Liczba studentów | Licencjaty | Studia podyplomowe | Studia magisterskie | Studia doktoranckie | Inne szkolenia (np. krótkie kursy, certyfikaty |
| Nauka, inżynieria, technologia   | 13135            | 9114       | 1694               | 1773                | 479                 | 3356                                           |
| Biznes, zarządzanie i prawo      | 11053            | 8743       | 795                | 1204                | 242                 | 6218                                           |
| Nauki humanistyczne i socjologia | 5992             | 4196       | 424                | 941                 | 404                 | 1390                                           |
| Nauki o zdrowiu                  | 4456             | 3305       | 238                | 779                 | 36                  | 1214                                           |
| Nauki weterynaryjne              | 767              | 535        | 23                 | 139                 | 51                  | 145                                            |
| Edukacja                         | 17,665           | 11,337     | 5,828              | 307                 | 181                 | 1757                                           |
| Razem                            | 53068            | 37230      | 9002               | 5143                | 1393                | 14080                                          |

## Miejsce w rankingu uniwersytetów
W 2010 roku Uniwersytet w Pretorii zajął wśród:
- uniwersytetów świata – pozycję 474
- 23. uniwersytetów RPA – pozycję 2. (za Uniwersytetem Kapsztadzkim)
- 100. uniwersytetów kontynentu – pozycję 2.

## Ludzie związani zUniversity of Pretoria
Wśród ludzi związanych z uczelnią znajdują się jej liczni fundatorzy, zapraszani wykładowcy z innych uczelni świata oraz absolwenci – politycy, przedsiębiorcy, artyści, naukowcy, np.:
- Hans Merensky – fundator budowy nowoczesnej biblioteki
- Johannes Gerhardus Strijdom – premier Związku Południowej Afryki w latach 1954–1958
- Gerrit Viljoen[9] – polityk, członek rządu w latach 1980–1992
- Johan de Waal – polityk, od 2005 przewodniczący Sojuszu Demokratycznego z Turnhalle
- Sospeter Muhongo[10] – członek międzynarodowych zespołów badających zmiany klimatu i problemy wyżywienia, w UP – honorowy profesor geologii,
- Judith Mason[11] – malarka, wykładowca UP
- Mimi Coertse[12] – śpiewaczka operowa
- Dion Forster[13] – teolog i pisarz, dziekan seminarium John Wesley College, twórca (z Grahamem Powerem) i kapelan Global Day of Prayer i Unashamedly Ethical movements